# Sitatunga FC
Sitatunga FC (auch Sitatunga Football Club oder Sitatunga FC de Calavi) ist ein beninischer Fußballverein aus Abomey-Calavi, Département Atlantique. Mit Stand Februar 2023 spielt er im Championnat National du Benin, der ersten Liga des Landes, und trägt seine Heimspiele im Terrain Campus Abomey Calavi aus, das 1000 Plätze umfasst.